# Poorna Jagannathan
Poorna Jagannathan, née le 22 décembre 1972 à Tunis, est une actrice américaine d'ascendance indienne.

## Biographie
Née à Tunis en Tunisie, elle est la fille de Vasantha Jagannathan et G. Jagannathan, un diplomate indien.
Elle grandit au Pakistan, en Irlande, en Inde, au Brésil et en Argentine. Elle parle anglais, espagnol, portugais, hindi et tamoul.
En 2014, elle figure parmi les cinquante femmes les plus influentes d'Inde.

## Vie privée
Elle est mariée à Azad Oommen, cofondateur de l'association à but non lucratif Global School Leaders.

## Filmographie

### Cinéma

#### Longs métrages
- 2004 : She Hate Me de Spike Lee : La petite amie de Song
- 2005 : The Weather Man de Gore Verbinski : Une femme
- 2007 : Awake de Joby Harold : L'infirmière du Dr Neyer
- 2007 : Montclair de Mike Ramsdell : Dr Blight
- 2009 : Karma Calling de Sarba Das : Une femme
- 2011 : Peace, Love and Misunderstanding de Bruce Beresford : Mira
- 2011 : Delhi Belly d'Abhinay Deo : Menaka Vashisht
- 2012 : Sex Therapy (Thanks for Sharing) de Stuart Blumberg : Dr Kazhani
- 2013 : Yeh Jawaani Hai Deewani d'Ayan Mukherjee : Riyana
- 2015 : Good Ol' Boy de Frank Lotito : Nalini Bhatnagar
- 2016 : Carrie Pilby de Susan Johnson : Fliss
- 2017 : The Circle de James Ponsoldt : Dr Villalobos
- 2017 : Daisy Winters de Beth LaMure : Annabel Kumar
- 2018 : 22 Miles (Mile 22) de Peter Berg : Dorothy Brady, l'ambassadrice
- 2018 : An Actor Prepares (en) de Steve Clark : Dr Fisher
- 2018 : The Dead Center de Billy Senese : Sarah Grey
- 2019 : Share de Pippa Bianco : Kerri Lundy
- 2020 : Alia's Birth (en) de Sam Abbas : Jaime
- 2022 : I'll Show You Mine de Megan Griffiths : Priya Sura
- 2023 : Gangsters par alliance (The Out-Laws) de Tyler Spindel : Rehan
- 2024 : Wolfs de Jon Watts : June
- 2024 : Turtles All the Way Down d'Hannah Marks : Dr Singh
- 2024 : Goodrich d'Hallie Meyers-Shyer : Dr Verna

#### Courts métrages
- 2005 : Dealbreaker de Gwyneth Paltrow et Mary Wigmore : La petite amie de Fran
- 2005 : Modern Day Arranged Marriage de Rehana Mirza : Suna[5]
- 2022 : House Comes with a Bird de Janicza Bravo : Langley

### Télévision

#### Séries télévisées
- 2004 : New York, police judiciaire (Law and Order) : Rehana Khemlani
- 2005 : Jonny Zéro : Dr Shamira
- 2005 : Starved : PJ
- 2006 : New York, section criminelle (Law and Order: Criminal Intent) : Dr Sikh
- 2006 : Rescue Me : Les Héros du 11 septembre (Rescue Me) : Dr Klein
- 2006 : Love Monkey : La directrice
- 2008 : The Game : Dr Diamond
- 2009 : Numbers : Une technicienne
- 2010 - 2011 : Royal Pains : Saya
- 2015 : House of Cards : Dr Lanjawni
- 2016 : NCIS : Los Angeles : Dr Nitya Agarwal
- 2016 : Rizzoli and Isles : Mme Jalbani
- 2016 : The Night Of : Safar Khan
- 2017 : Gypsy : Larin Inamdar
- 2017 : Room 104 : Divya (voix)
- 2017 : Blacklist (The Blacklist) : Nirah Ahmad
- 2017 : New York, unité spéciale (Law and Order: Special Victims Unit) : Maya Samra
- 2017 : How to Beat Your Sister-in-Law (at everything) : Une professeure
- 2018 : Taken : Judith Chapman
- 2018 : Better Call Saul : Dr Maureen Bruckner
- 2018 : Sorry for Your Loss : Une thérapeute
- 2019 : Big Little Lies : Katie Richmond
- 2019 : Ramy : Salma
- 2019 : The Act : Dr Lakshmi Chandra
- 2020 : Messiah : Sanjana Mirza
- 2020 : Défendre Jacob (Defending Jacob) : Dr Elizabeth Vogel
- 2020 : The Wilds : Rana Jadmani
- 2020 - 2023 : Mes premières fois (Never Have I Ever) : Nalini Vishwakumar
- 2021 - 2023 : Ten Year Old Tom : La mère de Rahul (voix)
- 2025 : Deli Boys : Auntie Lucky